# HMS Oxley (55 P)
«Окслі» (55 P) (англ. HMS Oxley (55 P) — військовий корабель, підводний човен типу «Одін» Королівських флотів Австралії та Великої Британії часів Другої світової війни.

## Історія створення
Підводний човен «Окслі» був закладений 24 серпня 1925 року на верфі компанії Vickers-Armstrongs у Барроу-ін-Фернесі. 29 вересня 1926 року він був спущений на воду, а 1 квітня 1927 року увійшов до складу Королівських ВМС Австралії.

## Історія служби
Після введення в експлуатацію австралійські ПЧ «Окслі» та «Отвей» були тимчасово підпорядковані 5-ій підводній флотилії Королівського флоту. 8 лютого 1928 року обидва підводні човни вирушили до Австралії в найдовше плавання, здійснене британськими підводними човнами. Через технічні проблеми підводні човни прибули до Мальти, де встали на ремонт. У листопаді 1928 року вони відновили своє плавання і 14 лютого 1929 року дісталися Сіднея. Втім, через Велику депресію, вже через рік два найсучасніші підводні човни були переведені до резерву.
Проблеми з утриманням цих човнів спонукали австралійський уряд запропонувати «Окслі» та «Отвей» Королівському флоту Британії. Тому, підводні човни були передані британським ВМС, де 10 квітня 1931 року введені в експлуатацію.
29 квітня «Окслі» та «Отвей» вийшли з Сіднея на Мальту. Протягом 1939 року підводний човен базувався у Портсмуті у складі 5-ї підводної флотилії.
23 серпня 1939 року, напередодні початку Другої світової війни, 2-га британська флотилія підводних човнів у складі «Сіхорс», «Старфіш», «Старжен», «Сордфіш», «Сперфіш», «Стерлет», «Сівулф», «Окслі», «Тріумф», «Тритон», «Тісл» і «Санфіш» вирушили на свою військову базу в Данді, а британська 6-та флотилія підводних човнів «Андін», «Юніті», «Урсула», «L26», «L27» і «H32» передислокувалися до Блайта. 24 серпня Британське адміралтейство відправило п'ять підводних човнів 2-ї флотилії на позиції патрулювання між Шетландськими островами та Обрестадом, щоб перешкодити ймовірному прориву німецьких рейдерів; але вони вже пройшли лінію перехоплення й вийшли на визначені позиції.
10 вересня 1939 року, інший британський підводний човен «Тритон», перебуваючи в дозорі (хоча і в стороні від призначеного району), виявив «Окслі» у надводному положенні і надіслав йому запит світловим кодом. Не отримавши правильної відповіді, командир дійшов висновку, що це німецький підводний човен та дав команду на відкриття вогню. Наслідком залпу «Тритона» трьома торпедами стала загибель «Окслі» від «дружнього вогню» неподалік від норвезького узбережжя Ругаланна.